# 红河 (电影)
《紅河》是一部2009年中国上映的一部電影，由章家瑞導演。故事講述發生在中越邊境上的愛情故事，由張靜初、張家輝主演。

## 主要演員
- 張靜初 飾 阿桃，越南女子，童年遭受炸弹伤害导致有智力障碍，在阿水店里擦地板
- 張家輝 飾 阿夏，云南瑶族男子，街头卡拉OK摊主
- 李麗珍 飾 阿水，按摩店老板娘
- 李修賢 飾 沙巴，越南退伍军人

## 外部連結
- 《紅河》新浪專題 （页面存档备份，存于）
- 香港影庫上《红河》的資料（繁體中文）